# Georg Prang
Georg Prang (* 1961) ist ein deutscher Schauspieler und Kabarettist.
Georg Prang absolvierte zwischen 1985 und 1989 seine Ausbildung in der Schauspiellehrwerkstatt in Köln und konnte sich in der Folgezeit als Theaterschauspieler an vorwiegend Kölner Bühnen etablieren. Anfang der 1990er Jahre war er regelmäßig Mitglied der Kölner Stunksitzungen. Seit Ende der 1990er Jahre spielt er auch einzelne Episodenrollen in zahlreichen deutschsprachigen Fernsehserien.

## Filmografie (Auswahl)
- 1998: Zucker für die Bestie
- 1998: Tatort – Streng geheimer Auftrag
- 2000: Tatort – Trittbrettfahrer
- 2000: Die Wache – Henkersmahlzeit
- 2001: Das Rätsel des blutroten Rubins
- 2001: SK Kölsch – Piercing
- 2001: HeliCops – Einsatz über Berlin – Himmelsstürmer
- 2002: Geld macht sexy
- 2003: Tatort – Rosenholz
- 2003: Alarm für Cobra 11 – Die Autobahnpolizei – Falsche Signale
- 2004: SOKO Köln – Tod auf der Lula
- 2006: Der Untergang der Pamir
- 2006: Das Leuchten
- 2007: R. I. S. – Die Sprache der Toten – Schlangennest
- 2008: Im Meer der Lügen
- 2008: Die Deutschen – Luther und die Nation
- 2015: Tatort – Erkläre Chimäre